# Сичинава, Трифон Ефимович
Три́фон Ефи́мович Сичина́ва (1915 год, село Адзюбжа, Сухумский округ, Кутаисская губерния, Российская империя — неизвестно, село Адзюбжа, Очемчирский район, Абхазская АССР, Грузинская ССР) — звеньевой колхоза имени Сталина Очемчирского района, Абхазская АССР, Грузинская ССР. Герой Социалистического Труда (1948).

## Биография
Родился в 1903 году в крестьянской семье в селе Адзюбжа Сухумского округа.
Со второй половины 1940-х годов — звеньевой полеводческого звена колхоза имени Сталина Очемчирского района.
В 1947 году звено под его руководством собрало в среднем с каждого гектара по 74,71 центнера кукурузы на участке площадью 3 гектара. Указом Президиума Верховного Совета СССР от 21 февраля 1948 года удостоен звания Героя Социалистического Труда за «получение высоких урожаев сортового зелёного чайного листа в 1948 году» с вручением ордена Ленина и золотой медали «Серп и Молот» (№ 731).
Этим же Указом званием Героя Социалистического Труда труженики колхоза имени Сталина бригадир Георгий Яковлевич Камкия, звеньевые Арсен Варфоломеевич Кобахия и Шалва Семёнович Чочуа.
После выхода на пенсию проживал в родном селе Адзюбжа. Дата смерти не установлена.